# Erland Cocei
Erland Cocei (n. 13 martie 1970

) este un fost deputat român, ales în legislatura 2012-2016 din partea Partidului Național Liberal.